# Siegfried I van Vianden
Siegfried I van Vianden (overleden rond 1171) was van 1154 tot aan zijn dood graaf van Vianden. Hij behoorde tot het huis Vianden.

## Levensloop
Siegfried I was de oudste zoon van graaf Frederik I van Vianden en diens onbekend gebleven echtgenote. Na de dood van zijn vader werd hij omstreeks het jaar 1154 graaf van Vianden en voogd van de Abdij van Prüm.
Rond 1156 sloot hij met zijn vroegere rivaal Hendrik IV van Luxemburg een verbond tegen Hillin van Falmagne, de aartsbisschop van Trier. Voor Siegfried I was het doel van het bondgenootschap de burcht van Arras te heroveren, terwijl Hendrik IV graag de burcht van Manderscheid wilde terugwinnen. Na een aantal plunderingen in Trier kwam het tot vrede tussen de vijandige partijen. Trier behield de twee betwiste burchten, terwijl Hendrik IV de stad Macher kreeg toegekend en de graaf van Vianden enkele niet nader vernoemde vestingen verwierf.
Siegfried I stierf rond 1171. Blijkbaar ongehuwd en kinderloos gebleven, werd hij als graaf van Vianden opgevolgd door zijn jongere broer Frederik II.